# Welsh Fire
Die Welsh Fire (walisisch: Tân Cymreig) sind ein walisisches Cricket-Franchise aus Cardiff, das seit dem Jahr 2021 mit einem Männer- und einem Frauen-Team an The Hundred teilnimmt.

## Geschichte
Nach der Verkündung der Teilnahme der Teams an The Hundred im Jahr 2019 wurde der Südafrikaner Gary Kirsten als Coach des Männer-Teams und der Australier Matthew Mott als Coach des Frauen-Teams vorgestellt. Als assoziierte Counties wurden Glamorgan, Gloucestershire und Somerset bekanntgegeben. Als Kapitän wurde bei den Männern Steve Smith benannt. In den ersten beiden Jahren schieden die beiden Teams jeweils in der Vorrunde aus. In der Saison 2023 konnte das Frauenteam als Gruppendritter ins Halbfinale einziehen. Dort musste das Spiel gegen die Northern Superchargers aufgrund von Regenfällen abgebrochen werden, und man schied als schlechter Platziertes Team der Vorrunde aus. Das Männerteam schied erneut in der Vorrunde aus, wie auch im Jahr darauf. Dort konnte das Frauenteam als Vorrundenerster direkt ins Finale einziehen. Dort unterlag man jedoch mit vier Wickets gegen die London Spirit.

## Abschneiden in The Hundred

### Frauen
Das Frauen-Team schnitt in The Hundred wie folgt ab:
| Jahr | Spiele | Siege | Niederlagen | No Result | Endplatzierung (Vorrunde) |
| ---- | ------ | ----- | ----------- | --------- | ------------------------- |
| 2021 | 8      | 2     | 6           | 0         | Vorrunde (8/8)            |
| 2022 | 6      | 1     | 5           | 0         | Vorrunde (8/8)            |
| 2023 | 8      | 5     | 2           | 1         | Dritter (3/8)             |
| 2024 | 8      | 5     | 2           | 1         | Zweiter (1/8)             |

### Männer
Das Männer-Team schnitt in The Hundred wie folgt ab:
| Jahr | Spiele | Siege | Niederlagen | No Result | Endplatzierung (Vorrunde) |
| ---- | ------ | ----- | ----------- | --------- | ------------------------- |
| 2021 | 8      | 3     | 5           | 0         | Vorrunde (7/8)            |
| 2022 | 8      | 0     | 8           | 0         | Vorrunde (8/8)            |
| 2023 | 8      | 4     | 3           | 0         | Vorrunde (4/8)            |
| 2024 | 8      | 2     | 4           | 2         | Vorrunde (6/8)            |